# Atrichopogon fulvipes
Atrichopogon fulvipes är en tvåvingeart som beskrevs av Remm 1972. Atrichopogon fulvipes ingår i släktet Atrichopogon och familjen svidknott. Inga underarter finns listade i Catalogue of Life.